# Emma Aicher
Emma Aicher (Sundsvall, 13 november 2003) is een Zweeds-Duitse alpineskiester die tot de herfst van 2020 uitkwam voor haar moederland Zweden, en sindsdien uitkomt voor haar vaderland Duitsland. Datzelfde seizoen mocht ze als zeventienjarige naar de wereldkampioenschappen in Cortina d'Ampezzo en won ze met de Duitse ploeg een bronzen medaille. Tijdens de Olympische winterspelen van Peking in 2022 won ze met de ploeg zilver.

## Levensloop
Emma Aicher en haar jongere broer Max groeiden op in Sundsvall. Hun ouders leerden hen van jongs af aan skiën. Aicher werd lid van Sundsvalls slalomklubb en ze trainde bij Skiclub Engelberg toen de familie als expats in deze Zwitserse gemeente verbleef. In maart 2019 deelde Aicher het goud, op de slalom U16 van de FIS Children Cup, met Ulrikke Haugen
In de herfst van 2020 stapte Aicher over van een Zweedse naar een Duitse licentie. Ze stapte ook over van ski-internaat, van het skigymnasium in Järpen, gemeente Åre, naar de Elitschule des Sports van Berchtesgaden in Schönau am Königssee. De belangrijkste reden van de overstap waren de betere trainingsmogelijkheden in de Alpen. In januari 2021 stond ze voor het eerst op het podium bij een Europacupwedstrijd die gewonnen werd door Lena Dürr. Een maand later mocht ze als zeventienjarige naar de wereldkampioenschappen in Cortina d'Ampezzo en won ze met de Duitse ploeg een bronzen medaille.
In november 2021 debuteerde Aicher in de wereldbeker in het Oostenrijkse Lech-Zürs. Met een negentiende plek bij de kwalificatie van de parallelreuzenslalom miste ze net de laatste 16, maar scoorde ze wel meteen haar eerste twaalf wereldbekerpunten. Tijdens de Olympische winterspelen van Peking in februari 2022, speelde ze met het landenteam in de finale gelijk tegen Oostenrijk, maar Duitsland was vier honderdsten langzamer en kreeg daardoor het zilver. Bij de wereldkampioenschappen voor junioren in maart won ze zilver op zowel de afdaling, als de slalom en reuzenslalom. Op de Super G werd ze vierde. Een jaar later haalde ze opnieuw zilver, maar dan op de Teamcombinatie.
In het seizoen 2023/24 haalde Aicher wereldbekerpunten in alle onderdelen, en drie keer de top tien in een wereldbekerwedstrijd. In maart 2025 won de sportsoldate haar eerste wereldbekerwedstrijd afdaling in het Noorse Kvitfjell Twee weken later won ze in het Italiaanse La Thuile een Super G.

## Resultaten

### Olympische Spelen
| Jaar | Plaats | Resultaten                                      |
| ---- | ------ | ----------------------------------------------- |
| 2022 | Peking | Landenwedstrijd · 18e Slalom · 21e Reuzenslalom |

### Wereldkampioenschappen
| Jaar | Plaats             | Resultaten                                                             |
| ---- | ------------------ | ---------------------------------------------------------------------- |
| 2021 | Cortina d'Ampezzo  | Landenwedstrijd · DNF2 Slalom · BQLF Parallel reuzenslalom             |
| 2023 | Courchevel-Méribel | 8e Combinatie 18e Super G 21e Slalom 31e Reuzenslalom DNF Afdaling     |
| 2025 | Saalbach           | 6e Afdaling 6e Super G 17e Teamcombinatie 23e Reuzenslalom DNF1 Slalom |

### Wereldbeker
Eindklasseringen
| Seizoen   | Algm | AD  | SL  | RS  | SG  | PAR |
| --------- | ---- | --- | --- | --- | --- | --- |
| 2021/2022 | 71e  | -   | 28e | -   | -   | 19e |
| 2022/2023 | 40e  | 29e | 23e | -   | 28e |     |
| 2023/2024 | 48e  | 27e | 35e | 39e | 28e |     |
| 2024/2025 | 15e  | 9e  | 17e | 41e | 15e |     |

Wereldbekerzeges
| Nr | Datum      | Plaats    | Onderdeel |
| -- | ---------- | --------- | --------- |
| 01 | 01/03/2025 | Kvitfjell | Afdaling  |
| 02 | 13/03/2025 | La Thuile | Super G   |